# خافيير مارغايراس
خافيير مارغايراس (مواليد 7 يناير 1984) هو لاعب كرة قدم. يلعب مع منتخب سويسرا لكرة القدم. سبق له أن لعب في كأس العالم لكرة القدم مع منتخب بلاده.

## روابط خارجية
- خافيير مارغايراس على موقع الاتحاد الدولي (مؤرشف)  (الإنجليزية)
- خافيير مارغايراس على موقع الاتحاد الأوربي (الإنجليزية)
- خافيير مارغايراس على موقع قاعدة بيانات كرة القدم.إي يو (الإنجليزية)
- خافيير مارغايراس على موقع ناشيونال فوتبول تيمز (الإنجليزية)
- خافيير مارغايراس على موقع Soccerway.com (الإنجليزية)
- خافيير مارغايراس على موقع عالم كرة القدم.نت (الإنجليزية)
- خافيير مارغايراس على موقع كووورة